# Макаров, Пётр Васильевич
Пётр Васи́льевич Мака́ров (20 марта [2 апреля] 1905, Либава — 21 августа 1967) — советский биолог и цитолог, член-корреспондент АМН СССР (1950), лауреат премии имени И. И. Мечникова (1950).

## Биография
Родился 20 марта (2 апреля) 1905 года в Либаве.
В 1928 году окончил биологическое отделение физико-математического факультета Ленинградского университета.
С 1936 по 1941 годы — доцент биологического факультета Ленинградского университета.
В 1939 году — защитил докторскую диссертацию по теме «Проблема общего и клеточного наркоза».
В июле 1941 года добровольцем вступил в народное ополчение, с сентября того же года служил санинструктором 227 отдельного пулемётного артиллерийского батальона на Ленинградском фронте Великой Отечественной войны. Был дважды ранен. С ноября 1941 года по 1945 год работал в эвакуационных госпиталях. Демобилизован 15 ноября 1945 года. Воинское звание — майор медицинской службы.
Член КПСС с 1942 года.
С 1944[уточнить] по 1960 годы — заведующий кафедрой общей биологии Ленинградского санитарно-гигиенического медицинского института и одновременно профессор кафедры общей и сравнительной физиологии (1945—1948), заведующий лабораторией цитогенетики (1948—1960) Ленинградского университета.
В 1950 году избран членом-корреспондентом АМН СССР.
С 1960 по 1967 годы — заведующий кафедрой цитологии и гистологии Ленинградского университета.
Умер скоропостижно 21 августа 1967 года.

## Научная деятельность
Автор свыше 120 научных работ, в том числе 2 монографии, главным образом по вопросам морфологии и физиологии клетки.
Автор методики сохранения прижизненного строения ядра в гистологических препаратах, автор метода гистологической диагностики газовой гангрены, не получивший, однако, широкого распространения.
Под его руководством подготовлено около 20 диссертаций, в том числе 2 докторские.
Занимал пост председателя правления Ленинградского общества «Знание».
В 1949 году прочитал в Ленинграде публичную лекцию «Несостоятельность цитологических основ вейсманизма-морганизма», изданную в 1949 году Ленинградским обществом «Знание».
Член правления Всесоюзного общества анатомов, гистологов и эмбриологов, член Комитета по морфологии при Президиуме АМН СССР.

## Сочинения
- Проблема общего и клеточного наркоза, Арх. анат., гистол, и эмбриол., т. 19, № 1—2, с. 5, 1938;
- Физико-химические свойства клетки и методы их изучения, Л., 1948;
- В.В.Маховко, П.В. Макаров, К.Ю. Кострюкова Общая биология, М., Медгиз, 1950;
- Новые данные о строении и свойствах клеточного ядра, Арх. анат., гистол, и эмбриол., т. 35, № 6, с. 3, 1958;
- Авторадиографическое исследование клеток, продуцирующих белок, там же, т. 48, № 4, с. 3, 1965;
- Попытка использования авторадиографии для изучения химического состава клеточных структур, там же, т. 51, № 10, с. 92, 1966.

## Награды
- Орден Красной Звезды (22 июля 1945)[6].
- Два ордена Трудового Красного Знамени[4].
- Медали, в том числе «За оборону Ленинграда», «За победу над Германией»[6].
- Премия имени И. И. Мечникова (1950) — за сборник «Против реакционного менделизма-морганизма»[7][8].

### Дополнительные
- Макаров, Пётр Васильевич на официальном сайте РАН
- Богомолова Н. А. и д р. Педагогическая и научная деятельность П. В. Макарова на кафедре общей биологии Ленинградского санитарно-гигиенического медицинского института (1945—1960), Труды Ленингр, о-ва анат., гистол, и эмбриол., в. 1, с. 29, 1969;
- Буцкая Н. А. О творческом пути П. В. Макарова, там же, с. 31;
- Петр Васильевич Макаров (К 60-летию со дня рождения), Арх. анат., гистол, и эмбриол., т. 48, № 4, с. 124, 1965, библиогр.